# Lubka Kolessa
 (août 2025).
Lubka Kolessa (ukrainien : Колесса Любов Олександрівна) (née le 19 mai 1902 à Lemberg en royaume de Galicie et de Lodomérie, morte le 15 août 1997 à Toronto), est une pianiste et professeur de piano classique.

## Biographie
Les Kolessa étaient une famille d'intellectuels ukrainiens vivant à Lviv. Lorsqu'elle a quatre ans, sa famille déménage pour Vienne en Autriche. Ils comprenaient de nombreux musiciens professionnels. Son oncle Filaret Kolessa était un ethnomusicologue qui a consacré ses travaux à la musique folklorique ukrainienne. Son cousin Mykola Kolessa était lui un compositeur et chef d'orchestre. Sa sœur Chrystia Kolessa était une célèbre violoncelliste.

## Carrière
C'est déjà à Vienne qu'elle commence des cours et des concerts de piano avec notamment Emil von Sauer, élève de Nikolaï Rubinstein et de Liszt. A treize ans elle reçoit le prix Bösendorfer et depuis sa carrière devient très active. Elle a encore eu comme Maître  Eugen d'Albert. Dès 1920, elle entreprend des tournées en Europe où elle se produit avec des orchestres et de des chefs prestigieux comme Wilhelm Furtwangler, Bruno Walter, Richard Strauss, Carl Schuricht, Karajan, etc. En 1939 au vu de la situation en Europe, elle part pour la Grande-Bretagne puis en 1940 pour Toronto où elle est invitée par le chef Ernest MacMillan. C'est dans cette ville qu'elle s'installe et enseigne au Conservatoire depuis 1942.

## Média
Lubka Kolessa joue pour Welte-Mignon en 1928 de Frédéric Chopin : Mazurka no 23, op. 33, 2 *